# Lycosa hickmani
Lycosa hickmani là một loài nhện trong họ Lycosidae.
Loài này thuộc chi Lycosa. Lycosa hickmani được Carl Friedrich Roewer miêu tả năm 1955.